# Vœuil-et-Giget
Vœuil-et-Giget là một xã thuộc tỉnh Charente trong vùng Nouvelle-Aquitaine tây nam nước Pháp. Xã này có độ cao trung bình 112 mét trên mực nước biển.